# Agrypon punctatum
Agrypon punctatum är en stekelart som beskrevs av Wang 1984. Agrypon punctatum ingår i släktet Agrypon och familjen brokparasitsteklar. Inga underarter finns listade i Catalogue of Life.